# Józef Sanak
Józef Sanak (ur. 28 lipca 1917 w Przeciszowie, zm. 12 lutego 2008 w Bielsku-Białej) – ksiądz prałat, duchowny diecezji bielsko-żywieckiej, kapelan bielskiej Solidarności, działacz konspiracyjny w czasie II wojny światowej, członek Armii Krajowej, więzień polityczny w okresie stalinowskim.
W 1936 rozpoczął studia na Wydziale Teologicznym Uniwersytetu Jagiellońskiego. Święcenia kapłańskie przyjął w 1941 z rąk biskupa krakowskiego Adama Sapiehy. Pracę duszpasterską rozpoczął w parafii w Jawiszowicach położonych 8 km od Oświęcimia. Podjął tam działalność w Armii Krajowej, brał udział w akcji pomocy więźniom KL Auschwitz. Kiedy Gestapo wpadło na trop ich działalności, wyjechał na kilka miesięcy do Wiednia. Po powrocie do kraju pracował w parafii św. Macieja w Andrychowie. 
W październiku 1950 został aresztowany pod zarzutem szpiegostwa. Podstawą było przyjęcie spowiedzi od dowódcy Armii Krajowej Mariana Sordyla, który ukrywał się przed funkcjonariuszami Urzędu Bezpieczeństwa. Został skazany na osiem lat więzienia. Zwolniony po 5 latach, wrócił do parafii w Andrychowie. 
W latach 1961–1971 był proboszczem parafii św. Szymona i Judy Tadeusza w Kozach, a przez następne 21 lat proboszczem parafii pw. Opatrzności Bożej w Bielsku-Białej oraz dziekanem dekanatu bialskiego. W 1992 przeszedł na emeryturę. Był kapelanem kombatantów i podbeskidzkiej "Solidarności". W 1995 otrzymał tytuł Honorowego Członka NSZZ „Solidarność”. Był wieloletnim przyjacielem Karola Wojtyły, późniejszego papieża, Jana Pawła II.
Napisał książkę "Gorszy niż bandyta". Kapłan w stalinowskim więzieniu (1950-1955), wydaną w Krakowie w 2001 ISBN 83-85222-47-2, opowiadającą o jego pobycie w więzieniu. 
Został odznaczony Krzyżem Kawalerskim Orderu Odrodzenia Polski i mianowany na stopień majora.